# Oekaki Puzzle Battle! Yūsha-Ō Gaogaigar Hen
Oekaki Puzzle Battle! Yūsha-Ō Gaogaigar Hen (お絵かきパズルバトル! 勇者王ガオガイガー編) est un jeu vidéo de puzzle édité par Sunrise Interactive, sorti en 2005 sur Nintendo DS. Il reprend le principe du picross.